# Henrik Kristoffersen
Henrik Kristoffersen (Rælingen, 2 de julho de 1994) é um esquiador alpino norueguês.

## Carreira
Nascido em Rælingen, no condado de Akershus, Kristoffersen fez sua estreia na Copa do Mundo em março de 2012 em Kranjska Gora, Eslovênia, e alcançou seu primeiro pódio em novembro de 2013, um terceiro lugar no slalom em Levi, Finlândia. Nas Olimpíadas de Inverno de 2014 em Sochi, Kristoffersen ganhou a medalha de bronze no slalom em Rosa Khutor aos 19 anos para se tornar o mais jovem medalhista masculino na história do esqui alpino olímpico.
Kristoffersen é o primeiro a vencer as três corridas de slalom clássico em Adelboden, Wengen e Kitzbühel na mesma temporada; realizado aos 21 anos em janeiro de 2016. Durante essa corrida, ele se tornou o norueguês mais bem-sucedido na história da competição de slalom da Copa do Mundo. Com sua sétima vitória em Wengen, Kristoffersen empatou com o finlandês Christian Jagge, e a oitava veio uma semana depois em Kitzbühel para estabelecer o recorde. Sua nona vitória no slalom foi dois dias depois (26 de janeiro), na corrida noturna de Schladming.
No Campeonato Mundial de 2019, Kristoffersen ganhou a medalha de ouro no slalom gigante em Åre, na Suécia.

## Conquistas
Kristoffersen é o primeiro a vencer as quatro corridas clássicas de slalom (Adelboden, Wengen, Kitzbühel e Schladming) em uma única temporada.
Na temporada de 2016, Kristoffersen se tornou o primeiro corredor masculino em 24 anos a vencer seis corridas de slalom da Copa do Mundo durante uma única temporada; Alberto Tomba venceu nove corridas da Copa do Mundo (seis de slalom, três de slalom gigante) na temporada de 1992.